# 偷偷愛著你
《偷偷愛著你》是中條比紗也創作的日本漫畫作品。於白泉社《花與夢》1996年20號至2004年18號期間進行連載。單行本全23卷。日本簡稱為「花君」（はなきみ）
2006年台灣改編成電視劇。日本分別於2007年改編成電視劇，2011年第二次改編電視劇。2012年韓國也將其改編成電視劇。

## 劇情內容
在美國成長的少女蘆屋瑞稀，憧憬跳高選手佐野泉為了見他而轉入私立男校櫻開學園，然而佐野泉卻已經放棄了跳高。瑞稀為了鼓勵佐野泉重新跳高，一方面不能暴露自己是女生的身份，一方面卻被佐野泉的心吸引了……。

## 主要角色
以下聲優按廣播劇CD／電視動畫次序排列。

### 櫻咲學園

#### 第二宿舍
蘆屋瑞稀（聲優：桑島法子／山根綺）
金牛座O型，生日：5月2日；身高：160公分；喜歡的食物：果醬、果汁、醃肉；喜歡的水果：桃子；喜歡的音樂：SPITS、BONNIE PINK、KINKI；喜歡的電影：《FIELD OF DREAM》、《費城》；喜歡的品牌：無特定，只要看起來像男孩子就好了；喜歡的運動：全部；喜歡的寵物：大部份的動物都喜歡，現在最喜歡的是裕次郎；討厭的食物：梅乾、芥末、熱的東西（怕燙）；象徵花：雛菊（DAISY）。女主角，在美國土生土長，性格開朗活潑。自從在電視看到佐野泉跳高，便十分崇拜他。為了見到泉，瑞稀女扮男裝轉學入讀泉的男校，並與泉住在同宿舍同一室，漸漸發現自己對泉的感情。故事開始的時候是入讀一年級的下半學期。
佐野泉（聲優：私市淳／八代拓）
摩羯座O型，生日：12月24日；身高：180公分；喜歡的食物：煮魚、油炸類、燉煮物；喜歡的水果：梨子；喜歡的音樂：沒有特定；喜歡的電影：《新S.T.》、《BLADE RUNNER》、《活在現在》；喜歡的品牌：無特定，勉強要說的話，就是NIKE；喜歡的運動：跳高；喜歡的寵物：狗；討厭的食物：所有甜的東西（連聞都不行）；象徵花：水芋（CALLA）。男主角，生於札幌，蘆屋瑞稀憧憬的跳高選手。似乎並不怕可怕的故事。常常閱讀的國外作品有KING、拉維克拉夫特．馬肯等等。一早已發現瑞稀的女生身分，但又在不覺間為她隱瞞是女生的身份，最後不知不覺間愛上她。
中津秀一（聲優：森久保祥太郎／戶谷菊之介）
獅子座B型，生日：8月20日；身高：185.5公分；喜歡的食物：喜好燒（大阪燒）、蛋炒飯、烤肉、咖哩；喜歡的水果：西瓜；喜歡的音樂：WOLFULS、IEMON等；喜歡的電影：《SPEED》、《DIVERT》、《MY FRIEND FOREVER》；喜歡的品牌：REAVISE、GOOD KNIFE、愛迪達（ADIDAS）；喜歡的運動：足球；喜歡的寵物：貓（他家一直有養貓）；討厭的食物：納豆！只有蔬菜的沙拉、生魚片等生的東西；象徵花：向日葵（SUNFLOWER）。第二男主角，生於大阪，視力2.0，和瑞稀、佐野在同一宿舍生活。自稱是櫻咲高校足球隊的「燃燒的獅子」，對瑞稀抱有好感，一直認為自己是個同性戀，後來才知道瑞稀是女生。
難波南（聲優：三木真一郎）
雙子座A型，生日：6月5日；身高：182公分；喜歡的食物：義大利菜、法國菜；喜歡的水果：葡萄柚或橘子類的水果；喜歡的音樂：Ｍ．凱利、惠妮．休斯頓（Whitney Houston）；喜歡的電影：《鋼琴課》；喜歡的品牌：BEAUTY BEAST；喜歡的運動：籃球。NBA中，喜歡芝加哥公牛隊（Chicago Bulls）；喜歡的寵物：家裡的愛爾蘭撒特獵犬；討厭的食物：曬乾物、小魚、罐頭食品；象徵花：石斛蘭。第二宿舍宿舍長。與瑞稀同一宿舍的學長。花花公子，很受女生歡迎。第一眼就覺得瑞稀很像女孩子，可是因為沒有根據，加上又覺得這是不可能的事，所以沒在意過。南的媽媽就是梅田伊緒，即北斗的姊姊。
萱島大樹（声優：伊藤健太郎）
雙魚座O型。生日:2月22日。身高:170公分。形象花:龍膽。 中津秀一的同室友。經常見到一些靈異的東西。常常說「你的靈光很…」、「你背後…」的話，讓他幫你拍照的話，會給你照出很多「人」。很早就發現了瑞稀的身份，但是在故事之中一直都保持沉默。
中央千里（声優：手冢千春）
白羊座A型。生日: 4月3日。身高:164公分。形象花: 天竺牡丹。第二宿舍的學生。單戀著難波南，但卻聲稱自己不是同性戀，只是「剛巧喜歡的人是個男的」。雖然是個男生但卻比女生長得還美麗，愛漂亮，非常熱衷於女性化的打扮，提到難波南的話會很悶悶的難過著，表示「為甚麼我長得這樣子但卻不是女生呢？」。
野江伸二（声優：吉野裕行）
喜歡的水果：香蕉，第二宿舍的學生。擅長做衣服，是漫畫研究社的社員，未來想做動畫方面的工作。
關目京悟
喜歡的水果：香瓜。田徑隊隊長，擅長跑步。
道頓堀
跟難波南同一個寢室，有時會被委託做代理宿舍長。
裕次郎
佐野泉收養的狗。半年前看到裕次郎不願被拉上保健所的車子而收養牠。聽說原本的主人是一個女孩，她母親的再婚對象是個討厭狗的男人，所以裕次郎才被安排送去保健所。

#### 第一宿舍
天王寺恵（声優：森川智之）
第一宿舍宿舍長。是個運動系的男生，來自空手道的家族，直腸子個性，有個溫柔的未婚妻加奈。
門真将太郎（声優：今井由香）
第一宿舍的學生。一年級生。因為運動會事件而跟瑞稀變成了好朋友。
九条威月（声優：置鮎龍太郎）
第一宿舍的學生。別名是「修羅九條」。非常喜歡空手道和進行冥想練習。曾經單手把一個小混混的的手扭到後面去，單手就能把秀一拖回浴室繼續幫他刷背。喜歡用刷子幫一年級生擦背，例外的是，對秀一用海綿，對將太郎他會用毛巾，用意不明。喜歡四處物色有空手道潛質的人，對那些人會有意沒意間微笑（可是旁人看上去就是不懷好意的笑），還為此試過摸秀一的腿，並稱讚其擁有一雙美腿。在將太郎表示自己「還沒整理好體毛」的時候說將太郎的全身「都看過了，你由頭到腳都是滑溜溜的吧」，好像是個同性戀，但是漫畫中沒提及。
北花田剛

枚方菊之助

嵯峨和真

十三隼人

#### 第三宿舍
姫島正夫（オスカー・Ｍ・姫島，聲優：子安武人）
第三宿舍宿舍長。個性古怪，不喜歡「正夫」這名字，對外表示自己叫作「奧斯卡」（Oscar）。以為宿舍生之所以選擇第三宿舍是因為自己的緣故。爺爺是個德國人所以有四分之一的德裔血統，擁有金色的長髮。有一對可愛的孿生弟弟，但跟正夫一點也不相似而且非常可愛。他是學校話劇社社長，得過很多大獎。有大近視。
八尾誠一郎

日本橋渉

一條唳

河内森尚

阿波座

### 聖寶心學園
花屋敷雲鵲

岸里 樹理

尼崎 加奈

阿部野 繪理香

神戶 夢美

鬼島朱奈

### 其他角色
梅田北斗（聲優：一条和矢）
天蠍座O型，生日：10月31日；身高：183公分；喜歡的食物：咖啡、酒、日本料理；喜歡的音樂：普羅迪吉、T99、DOA等；喜歡的電影：《沙樂美》、《BLADE RUNNER》、《從游星來的物體Ｘ》；喜歡的品牌：Ｈ．藍葛、Ｄ．比肯巴葛；喜歡的運動：討厭運動（不過有上過拳擊館）；喜歡的寵物：無特定（似乎不討厭動物）；討厭的食物：很豐盛的點心類；象徵花：火鶴花。櫻咲高校的第二保健醫。難波南的舅舅。很快看穿瑞稀是女人，不過幫她保守秘密。27歲的同性戀者。曾經在櫻咲就讀。單戀的對象是高中時期的好友。其實，梅田單戀的對象是在中條比紗也的第一本單行本「夢みる菜っば」出場的開黑（鬼島綾市），他的臉好看、聰明和個性惡劣。北斗有一姊姊名叫梅田伊緒和一妹妹名叫梅田里緒。
難波伊緒
校醫梅田北斗的姊姊及第二宿舍長難波南的母親。成衣製造廠的社長夫人，副業是經營葉山民宿。
蒔田高已
K大二年級學生，每年暑假都來葉山民宿打工。
田邊可奈子
從長野縣來東京的大學三年級生，與梅田北斗同間大學。後來成為難波南的家庭老師和女朋友。
蘆屋靜稀（克羅德）
蘆屋瑞莃的同父異母（美國族裔的前妻）的哥哥，他是日本和美國的混血兒，醫學大學生，擁有一頭金髮。十分疼愛妹妹的哥哥。
茱麗亞（Julia）
瑞稀在美國的青梅竹馬好友，在看影片的時候學懂說日語，不流利但也叫人聽得懂。她後來來了日本，並發現泉已知道瑞稀是女孩，由於她和瑞稀很親密，使秀一很妒嫉，二人經常水火不容。因為茱麗亞的學校與日本的女子學校（聖普羅沙姆學園）有交換學生制度，她來一個月的寄宿研修。
神樂坂真言
桃鄉高校跳高界的出色選手，唯一可與佐野泉爭第一的對手。為人極之傲慢，對年長的美女最沒有抵抗力。
神樂坂珠美
神樂坂真言的大妹妹，從國一開始已崇拜著佐野泉。
神樂坂教美
是神樂坂真言的小妹妹。
山科理香
佐野泉的青梅竹馬的朋友，國中社團的經理；佐野泉為救她脫離車禍而受傷。
今池駒里
菜吾八高中一年級的女學生，向中津秀一告白的美麗女生。
烏丸絹子
櫻咲學生稱她為「絹姊」或「野烏之絹」，是勤快的體育記者，長得像松雪泰子；對佐野泉的事特別追訪得好貼近。在「SPOT」編集部以K.K.為筆名。
原秋葉（声優：中原茂）
著名攝影師。射手座 生日: 11月29日。身高:191公分。喜歡的食物:所有甜食。討厭的食物:醋漬菜。形象花: 熱情的鸚鵡。北斗的學弟。在學校的時候就已經認識北斗。好像是雙性戀者但本人好像不承認，只表示「自己喜歡美麗的東西，例如梅田」。梅田好像很討厭他。一眼就認出瑞稀真正的性別但是悖沒揭穿，但是私底下把那些「把瑞稀拍得很像女生的相片」無意中交給泉。
恵比壽

二階堂真弓

中津駒里子

池田岬

鬼島綾市

亞力克斯

梅田東
難波伊緒、梅田北斗、梅田里緒的父親。
梅田聖良
難波伊緒、梅田北斗、梅田里緒的母親。
梅田
難波伊緒、梅田北斗的妹妹，難波南的阿姨。

## 出版書籍
花樣少年少女
| 卷數 | 白泉社         | 白泉社             | 東立出版社     | 東立出版社         |
| 卷數 | 發售日期       | ISBN               | 發售日期       | ISBN               |
| ---- | -------------- | ------------------ | -------------- | ------------------ |
| 1    | 1997年4月18日  | ISBN 4-592-11602-X | 2003年12月31日 | ISBN 986-11-3383-6 |
| 2    | 1997年8月19日  | ISBN 4-592-12852-4 | 2003年12月31日 | ISBN 986-11-3384-4 |
| 3    | 1998年1月19日  | ISBN 4-592-12853-2 | 2003年12月31日 | ISBN 986-11-3385-2 |
| 4    | 1998年5月19日  | ISBN 4-592-12854-0 | 2003年12月31日 | ISBN 986-11-3386-0 |
| 5    | 1998年9月17日  | ISBN 4-592-12855-9 | 2003年12月31日 | ISBN 986-11-3387-9 |
| 6    | 1998年11月19日 | ISBN 4-592-12856-7 | 2003年12月31日 | ISBN 986-11-3388-7 |
| 7    | 1999年2月19日  | ISBN 4-592-12857-5 | 2004年1月12日  | ISBN 986-11-3389-5 |
| 8    | 1999年5月19日  | ISBN 4-592-12858-3 | 2004年1月12日  | ISBN 986-11-3390-9 |
| 9    | 1999年8月19日  | ISBN 4-592-12859-1 | 2004年1月12日  | ISBN 986-11-3391-7 |
| 10   | 1999年11月19日 | ISBN 4-592-12860-5 | 2004年1月12日  | ISBN 986-11-3392-5 |
| 11   | 2000年3月17日  | ISBN 4-592-17661-8 | 2004年1月12日  | ISBN 986-11-3393-3 |
| 12   | 2000年8月18日  | ISBN 4-592-17662-6 | 2004年1月12日  | ISBN 986-11-3394-1 |
| 13   | 2000年11月17日 | ISBN 4-592-17663-4 | 2004年2月27日  | ISBN 986-11-3395-X |
| 14   | 2001年2月19日  | ISBN 4-592-17664-2 | 2004年2月27日  | ISBN 986-11-3396-8 |
| 15   | 2001年6月19日  | ISBN 4-592-17665-0 | 2004年2月27日  | ISBN 986-11-3397-6 |
| 16   | 2001年10月19日 | ISBN 4-592-17262-0 | 2004年2月27日  | ISBN 986-11-3398-4 |
| 17   | 2002年3月19日  | ISBN 4-592-17263-9 | 2004年2月27日  | ISBN 986-11-3399-2 |
| 18   | 2002年7月19日  | ISBN 4-592-17264-7 | 2004年2月27日  | ISBN 986-11-3400-X |
| 19   | 2002年11月19日 | ISBN 4-592-17265-5 | 2004年4月12日  | ISBN 986-11-3401-8 |
| 20   | 2003年4月18日  | ISBN 4-592-17266-3 | 2004年4月12日  | ISBN 986-11-3402-6 |
| 21   | 2003年10月17日 | ISBN 4-592-17267-1 | 2004年4月16日  | ISBN 986-11-3403-4 |
| 22   | 2004年5月19日  | ISBN 4-592-17877-7 | 2004年6月11日  | ISBN 986-11-4738-1 |
| 23   | 2004年11月19日 | ISBN 4-592-17878-5 | 2005年1月18日  | ISBN 986-11-5654-2 |

花樣少年少女 After School
| 卷數 | 白泉社        | 白泉社                 | 東立出版社     | 東立出版社             |
| 卷數 | 發售日期      | ISBN                   | 發售日期       | ISBN                   |
| ---- | ------------- | ---------------------- | -------------- | ---------------------- |
| 1    | 2010年9月17日 | ISBN 978-4-592-18600-7 | 2011年9月23日  | ISBN 978-986-10-8115-1 |
| 2    | 2016年4月20日 | ISBN 978-4-592-21562-2 | 2016年12月12日 | ISBN 978-986-470-230-5 |

愛藏版
| 卷數 | 白泉社        | 白泉社                 | 東立出版社    | 東立出版社                           |
| 卷數 | 發售日期      | ISBN                   | 發售日期      | ISBN                                 |
| ---- | ------------- | ---------------------- | ------------- | ------------------------------------ |
| 1    | 2007年6月9日  | ISBN 978-4-592-18787-5 | 2025年6月6日  | ISBN 978-626-02-3414-0（首刷限定版） |
| 2    | 2007年6月9日  | ISBN 978-4-592-18788-2 | 2025年8月11日 | ISBN 978-626-02-3415-7（首刷限定版） |
| 3    | 2007年7月5日  | ISBN 978-4-592-18789-9 |               |                                      |
| 4    | 2007年7月5日  | ISBN 978-4-592-18790-5 |               |                                      |
| 5    | 2007年7月19日 | ISBN 978-4-592-18791-2 |               |                                      |
| 6    | 2007年7月19日 | ISBN 978-4-592-18792-9 |               |                                      |
| 7    | 2007年8月4日  | ISBN 978-4-592-18793-6 |               |                                      |
| 8    | 2007年8月4日  | ISBN 978-4-592-18794-3 |               |                                      |
| 9    | 2007年8月17日 | ISBN 978-4-592-18795-0 |               |                                      |
| 10   | 2007年8月17日 | ISBN 978-4-592-18796-7 |               |                                      |
| 11   | 2007年9月5日  | ISBN 978-4-592-18797-4 |               |                                      |
| 12   | 2007年9月5日  | ISBN 978-4-592-18798-1 |               |                                      |

### 其他書籍
導讀手冊
2000年5月發售、ISBN 4-592-73172-7
插畫集
2004年5月14日發售、ISBN 4-592-73221-9

## 電視劇
台灣電視劇
2006年拍攝《花樣少年少女台灣版》。台灣中華電視公司與八大綜合台聯手將本漫畫拍成真人版電視劇。由S.H.E的Ella飾演盧瑞莃，飛輪海的吳尊飾演佐以泉；汪東城飾演金秀伊，唐禹哲飾演梁思南。並於2006年11月19日起於華視週日晚上檔次播映。
日本電視劇
2007年拍攝《花樣少年少女～美男♂學園～》（花ざかりの君たちへ〜イケメン♂パラダイス〜）。由堀北真希飾演蘆屋瑞稀；小栗旬飾演佐野泉；生田斗真飾演中津秀一，並於2007年7月3日起於富士電視台週二晚上檔次播映。
2011年拍攝《花樣少年少女 ～美男☆樂園～》（花ざかりの君たちへ〜イケメン☆パラダイス〜2011）。由AKB48的前田敦子飾演蘆屋瑞稀；中村蒼飾演佐野泉；三浦翔平飾演中津秀一，並於2011年7月10日起於富士電視台週日晚上檔次播映。
韓國電視劇
2012年拍攝《致美麗的你》。SM Entertainment於2011年3月公佈製作但延遲約一年左右，其後於2012年3月宣佈將會開拍。由f(x)的Sulli飾演具在熙；SHINee的崔珉豪飾演姜泰俊；男演員（童星演員出身）的李玹雨飾演車恩傑，並於2012年8月15日起於SBS水木劇場週三、四晚上檔次播映。

### 主要演員列表
| 角色                       | 廣播劇CD     | 2006年                          | 2007年版                      | 2011年版   | 2012年                     |
| -------------------------- | ------------ | ------------------------------- | ----------------------------- | ---------- | -------------------------- |
| 芦屋瑞稀                   | 桑島法子     | 陳嘉樺 （角色：盧瑞莃）         | 堀北真希                      | 前田敦子   | 崔真理 （角色：具在熙）    |
| 佐野泉                     | 私市淳       | 吳尊 （角色：左以泉）           | 小栗旬                        | 中村蒼     | 崔珉豪 （角色：姜泰俊）    |
| 中津秀一                   | 森久保祥太郎 | 汪東城 （角色：金秀伊）         | 生田斗真                      | 三浦翔平   | 李玹雨 （角色：車恩傑）    |
| 難波南                     | 三木真一郎   | 唐禹哲 （角色：梁思南）         | 水嶋宏                        | 桐山漣     | 徐俊英 （角色：河勝利）    |
| 萱島大樹                   | 伊藤健太郎   | 謝和弦 （角色：司馬樹）         | 山本裕典                      | 柳下大     |                            |
| 関目京悟                   |              | 謝炘昊 （角色：關日輝）         | 岡田將生                      | 山田親太朗 |                            |
| 中央千里                   | 手塚千春     | 楊皓惟 （角色：李承央）         | 木村了                        | 西井幸人   | 黃光熙 （角色：宋鐘民）    |
| 野江伸二                   | 吉野裕行     | 陳秉立 （角色：江野伸）         | 五十嵐隼士                    | 鈴木勝大   |                            |
| 天王寺恵                   | 森川智之     | 張皓明 （角色：王天寺）         | 石垣佑磨                      | 滿島真之介 | 劉民奎 （角色：英滿）      |
| 九条威月                   | 置鮎龍太郎   | 高志鴻 （角色：九段）           |                               |            |                            |
| 門真将太郎                 | 今井由香     | 張永政 （角色：江門真）         |                               | 岡山智樹   |                            |
| 北花田剛                   |              |                                 | 武田航平 （角色：北花田航平） | 前田公輝   |                            |
| 嵯峨和真                   |              |                                 | 溝端淳平                      |            |                            |
| 姫島正夫／ 奧斯卡・M・姫島 | 子安武人     | 龔繼安 （角色：奧斯卡／陳金淦） | 姜暢雄                        | 德山秀典   | 金伊安 （角色：羅哲修）    |
| 八尾誠一郎                 |              |                                 | 加藤慶祐 （角色：八尾光）     |            |                            |
| 日本橋渉                   |              | 斧頭 （角色：日本僑）           |                               |            |                            |
| 梅田                       |              | 蔡芷紜 （角色：梅曉緒）         |                               |            |                            |
| 花屋敷雲鵲                 |              |                                 | 岩佐真悠子                    | 岩佐真悠子 |                            |
| 岸里樹理                   |              |                                 | 松田圓                        | 柏木由紀   |                            |
| 尼崎加奈                   |              |                                 | 桐谷美玲                      | 市川美織   |                            |
| 阿倍野繪理香               |              |                                 | 平愛梨                        | 大場美奈   |                            |
| 梅田北斗                   | 一条和矢     | 唐治平 （角色：梅田）           | 上川隆也                      | 齋藤工     | 奇太映 （角色：張珉宇）    |
| 難波伊緒                   |              | 郭靜純 （角色：梅穎華）         | 森口瑤子                      | 山本未來   |                            |
| 佐野森                     |              | 蔡貴霖 （角色：佐以森）         | 大東俊介                      | 橫倉拓哉   |                            |
| 神楽坂真言                 |              | 阮經天 （角色：申樂）           | 城田優                        | 佐藤祐基   | 姜河那 （角色：閔鉉才）    |
| 今池駒里                   |              | 李玉琳 （角色：池君莉）         | 黑瀨真奈美                    | 荒井萌     |                            |
| 原秋葉                     | 中原茂       | Duncan （角色：元秋葉）         | 紺野真晝                      |            |                            |
| 茱莉亞・麥斯威爾           |              | Nissa （角色：茱莉亞）          | 美波                          |            |                            |
| 蘆屋靜稀                   |              | 林俊傑 （角色：盧靜希）         | 岡田義德                      |            | 朱利安·姜 （角色：Daniel） |
| 田邊可南子                 |              | 黃以安 （角色：可南子）         | 原田夏希                      | 酒井彩名   |                            |
| 中津鹿子                   |              |                                 | 萬田久子                      | 濱田麻里   |                            |
| 蒔田高巳                   |              | 吳仲強                          |                               | 阿部進之介 |                            |
| 佐野岳彥                   |              |                                 | 杉本哲太                      | 鶴見辰吾   |                            |
| 烏丸絹子                   |              | 高伊玲                          |                               | 東風萬智子 | 安慧京 （角色：楊徐潤）    |

## 外部連結
- 中条比紗也 WILD VANILA 官方網站 （页面存档备份，存于）（日語）

1. 1 2 3  . Comic Natalie. 2025-02-05  [2025-02-05]. （原始内容存档于2025-02-14） （日语）.